# Stanislav Sjarov
Stanislav Spartakovitj Sjarov (ryska: Станислав Спартакович Шаров), född 29 maj 1995, är en rysk basketspelare. 
Sjarov deltog vid olympiska sommarspelen 2020 och var en del av ryska olympiska kommitténs lag som tog silver i tremannabasket.